# Storia dell'Alto Mantovano
Dal punto di vista storico, l'Alto Mantovano come si presenta oggi, cioè come settore periferico della provincia di Mantova, si è venuto formando lungo il corso di molti secoli. In epoca romana e medievale, infatti, solo parte del territorio attualmente compreso nella parte settentrionale della provincia di Mantova era realmente mantovano: con una certa sicurezza, solo Gazoldo degli Ippoliti, Goito, Volta Mantovana, Cavriana, le terre, cioè, più vicine al capoluogo.

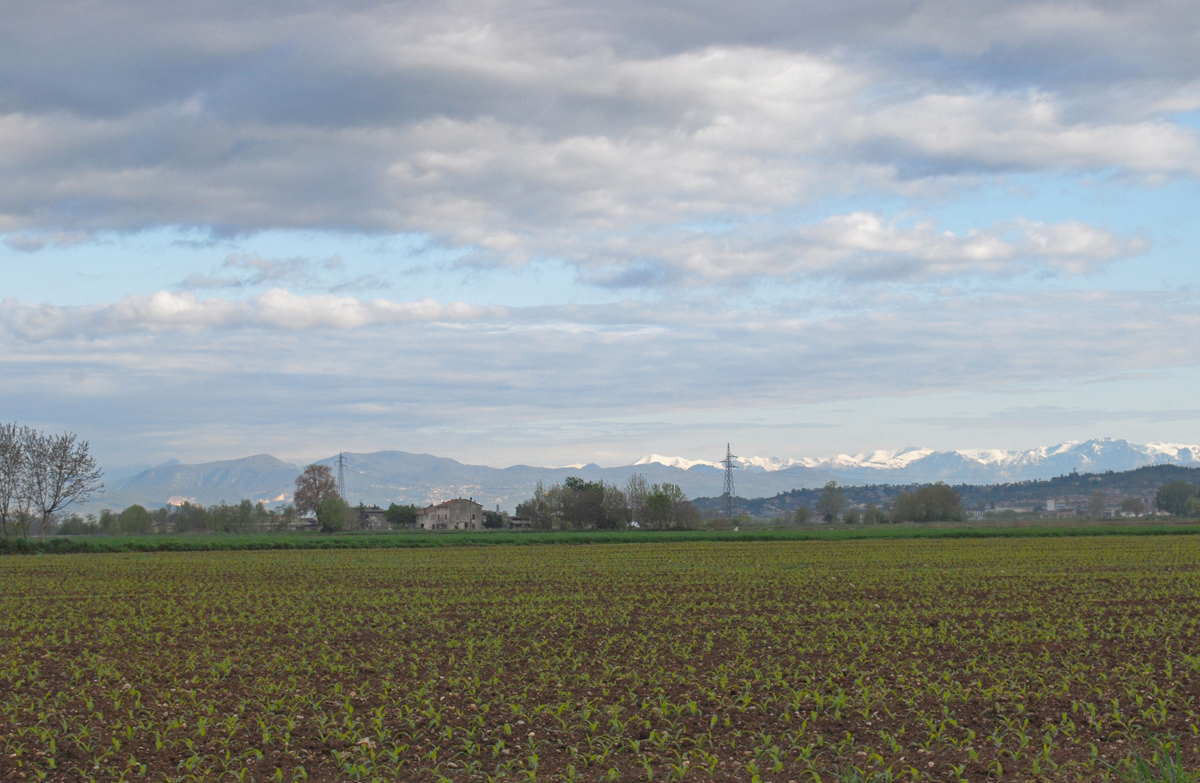
Paesaggio tipico dell'Alto Mantovano

Una buona parte delle terre ora mantovane furono guadagnate a Mantova a seguito della spinta espansionistica promossa dai Gonzaga soprattutto durante il XIV-XV secolo - Castel Goffredo, Castiglione delle Stiviere, Solferino, Guidizzolo, Medole, Redondesco, Mariana Mantovana, Acquanegra sul Chiese, Canneto sull'Oglio, Casalromano -, a spese del distretto bresciano: era quello che all'epoca veniva chiamato Mantovano Nuovo.
Il cosiddetto "Asolano", comprendente Asola, Casalmoro, Casaloldo, poi, fu incluso nella provincia di Mantova solo a partire dal XIX secolo, così come i comuni, fino a quel momento veronesi, di Monzambano e Ponti sul Mincio.
Si capisce bene dunque come soprattutto dal Medioevo in poi l'Alto Mantovano sia sempre stato luogo di confine, in cui si sono svolte molte battaglie e scaramucce tra il Papato e l'Impero durante la lotta per le investiture – battaglia di Volta Mantovana, ottobre 1080 -, tra i vicini comuni cittadini di Brescia e Mantova e i signori-feudatari del contado – in particolare i cosiddetti conti rurali bresciani - per il possesso e il controllo del territorio, tra i comuni di Mantova, Brescia, Cremona e Verona per l'amministrazione del potere nelle campagne nel periodo di loro maggiore espansione, e durante il contrasto tra l'imperatore e la Lega Lombarda. Questa situazione può essere ritrovata nello stesso periodo in molte altre parti d'Italia, ma in questo caso il senso del vivere sul confine è continuato anche nelle epoche successive con le dominazioni dei Visconti, dei Gonzaga e della Serenissima Repubblica di Venezia – battaglia di Casaloldo, maggio 1509 -.
Questo territorio ha sempre vissuto la vita delle terre di confine cercando di volta in volta di cogliere i privilegi di tale condizione o di evitarne i danni. La presenza di torri e castelli è sicuramente legata a tale particolare situazione che si è trascinata per secoli, a causa della particolare localizzazione geografica di questa area, per secoli contesa tra diverse istituzioni politiche e religiose. Tutto ciò ha dato vita ad una serie di presenze e contaminazioni importanti, come l'insediamento nel territorio di famiglie fortemente legate ai Gonzaga oppure alla Serenissima che hanno lasciato molti segni della loro presenza nei palazzi, nelle chiese, nelle corti.
Anche dopo la caduta degli stati dei Gonzaga e di Venezia nelle terre dell'Alto Mantovano si sono svolte alcune importanti battaglie, tra cui la battaglia di Castiglione delle Stiviere del 1706 e quella del 1796, nella seconda delle quali fu protagonista Napoleone Bonaparte, e la battaglia di Goito del 1848.

## Preistoria e protostoria

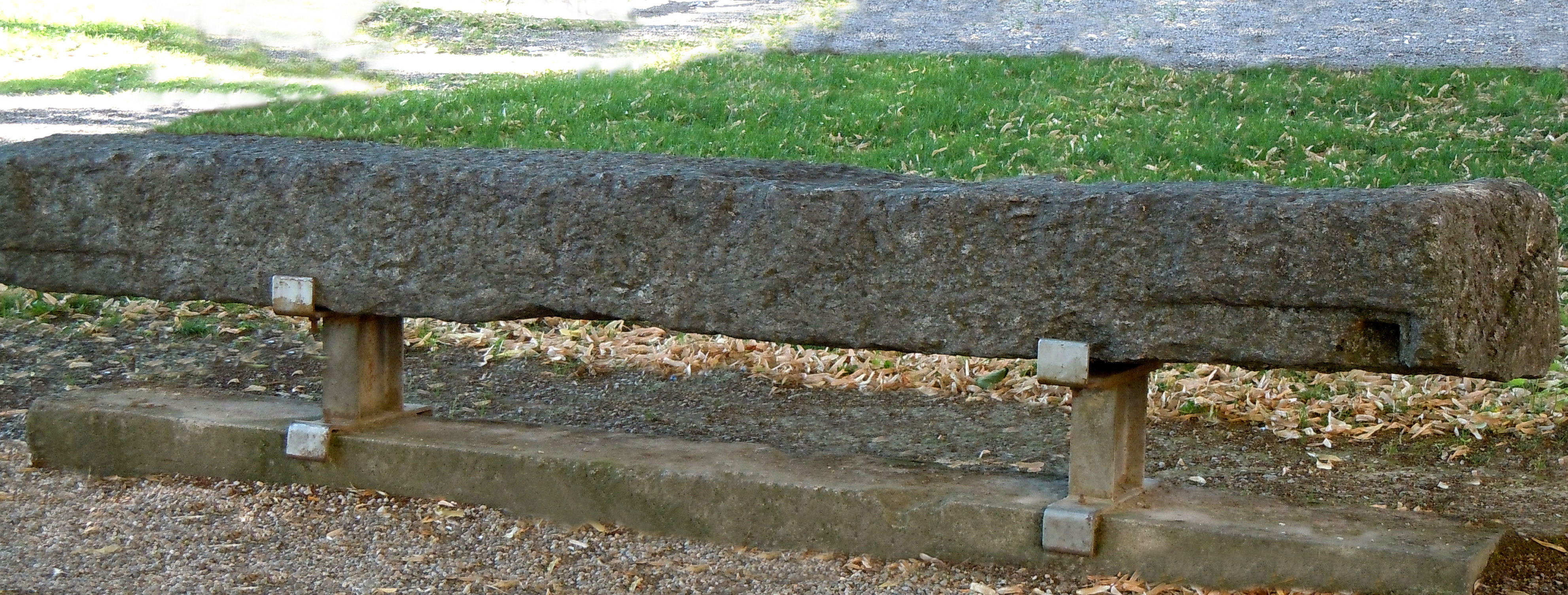
Masso longilineo dell'era quaternaria, collocato nei giardini pubblici di Castel Goffredo

Il territorio dell'Alto Mantovano si presenta come uno dei più ricchi dal punto di vista archeologico della Lombardia. Le testimonianze del passato, soprattutto della preistoria, furono rinvenute e conservate almeno fin dall'Ottocento ad opera di notevoli personalità di studiosi e collezionisti quali il Pigorini, il Chierici, il Bandieri e don Luigi Ruzzenenti (1838-1905).
Le fasi più antiche - Paleolitico e Mesolitico – sono ancor oggi poco documentate.
Il periodo Neolitico, conosciuto attraverso una serie di ritrovamenti riferibili alla cultura del Vho di Piadena ed a quella successiva dei vasi a bocca quadrata, è attestato principalmente dai ritrovamenti di Casalmoro.
Dell'età del Rame o Eneolitico particolarmente importanti sono i reperti della necropoli di Fontanella Grazioli di Casalromano, a cui si affiancano resti più sporadici, quali quelli pertinenti alla cultura di Remedello rinvenuti a Casalmoro o quelli riferibili alla cultura del vaso campaniforme.
Ma è con l'età del Bronzo che i materiali provenienti dal territorio alto mantovano testimoniano della ricchezza e vivacità di quest'area, occupata da una fitta rete di abitati.
L'antica età del Bronzo, che qui è rappresentata dalla cultura di Polada, è attestata principalmente dai ritrovamenti dell'abitato palafitticolo di Barche di Solferino, Bande di Cavriana e dalla fase più antica di quelli dell'Isolone del Mincio, presso Volta Mantovana.
Sono però la Media e Tarda età del Bronzo le meglio documentate per la distribuzione territoriale assai vasta e capillare e per il numero degli abitati: emergono fra questi ancora Bande di Cavriana e l'Isolone del Mincio, cui si aggiunge un insediamento rinvenuto presso Castellaro Lagusello.

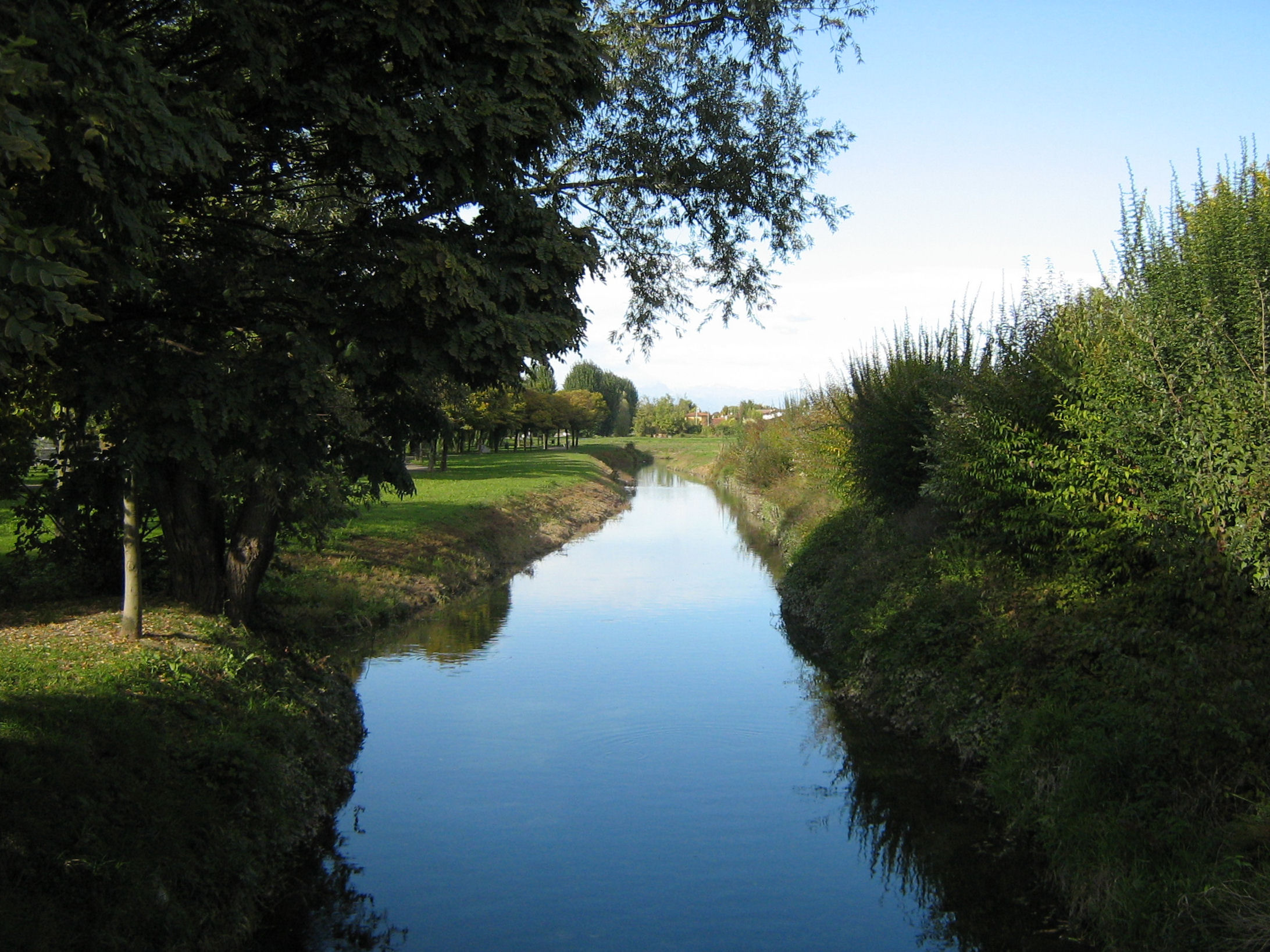
Castel Goffredo, torrente Tartaro nei pressi di Rassica, zona degli insediamenti terramaricoli

Nelle zone di pianura sono stati localizzati molti resti di terramare, abitati tipici della pianura emiliano-lombardo-veneta a partire dalla Media età del Bronzo, dislocati lungo i corsi fluviali: già dalla fine dell'Ottocento sono noti gli insediamenti terramaricoli di Villa Cappella di Ceresara, Bellanda di Gazoldo, Baselle di Castelnuovo Asolano, Rassica di Castel Goffredo, e nei dintorni di Acquanegra, Guidizzolo, Redondesco, Casaloldo.
Il periodo del Bronzo Finale è illustrato dai materiali provenienti dagli scavi effettuati nei primi anni ottanta dell'abitato di Casalmoro ed in seguito a Ca' Franchini a Sacca di Goito; urne e oggetti di corredo provengono dalla necropoli a cremazione di Fontanella Grazioli.
Anche nell'età del Ferro Fontanella offre materiali: si tratta di grandi olle cordonate inserite su un alto piede anch'esso cordonato, caratteristiche di questo sito e di Remedello.
La presenza celtica nell'area è finora testimoniata solamente da materiali provenienti da necropoli, e fra queste sono da ricordare quella di Carzaghetto di Canneto sull'Oglio, con corredi con armi ed ornamenti, e quelle di Medole e di Ponti sul Mincio. L'attestazione più importante è però data dalla ricchissima tomba di Castiglione delle Stiviere da cui provengono, fra gli altri bronzi, un famoso candelabro con statuetta di coronamento a figura umana e alcune lamine decorate pertinenti ad un elmo.
Gli elementi celtici si fondono poi con quelli romani al momento della romanizzazione del territorio, così come testimoniano ad esempio i ritrovamenti della necropoli di Villa Pasquali ad Asola.
Durante la preistoria, la parte settentrionale del territorio alto mantovano era più fittamente popolata che non quella meridionale e gli abitati sorgevano di preferenza nella zona morenica delle colline a sud del Lago di Garda o lungo i corsi d'acqua maggiori e minori – Mincio, Chiese, fosso Osone -.
I Romani talvolta ripresero, talvolta non continuarono insediamenti precedenti, ma l'impronta essenziale della loro presenza consistette nel popolamento diffuso della pianura fra il Mincio, il Chiese e l'Oglio, cioè l'odierno Alto Mantovano, che ebbe le sue premesse nelle operazioni di disboscamento e di bonifica legate alla centuriazione.

## Età romana

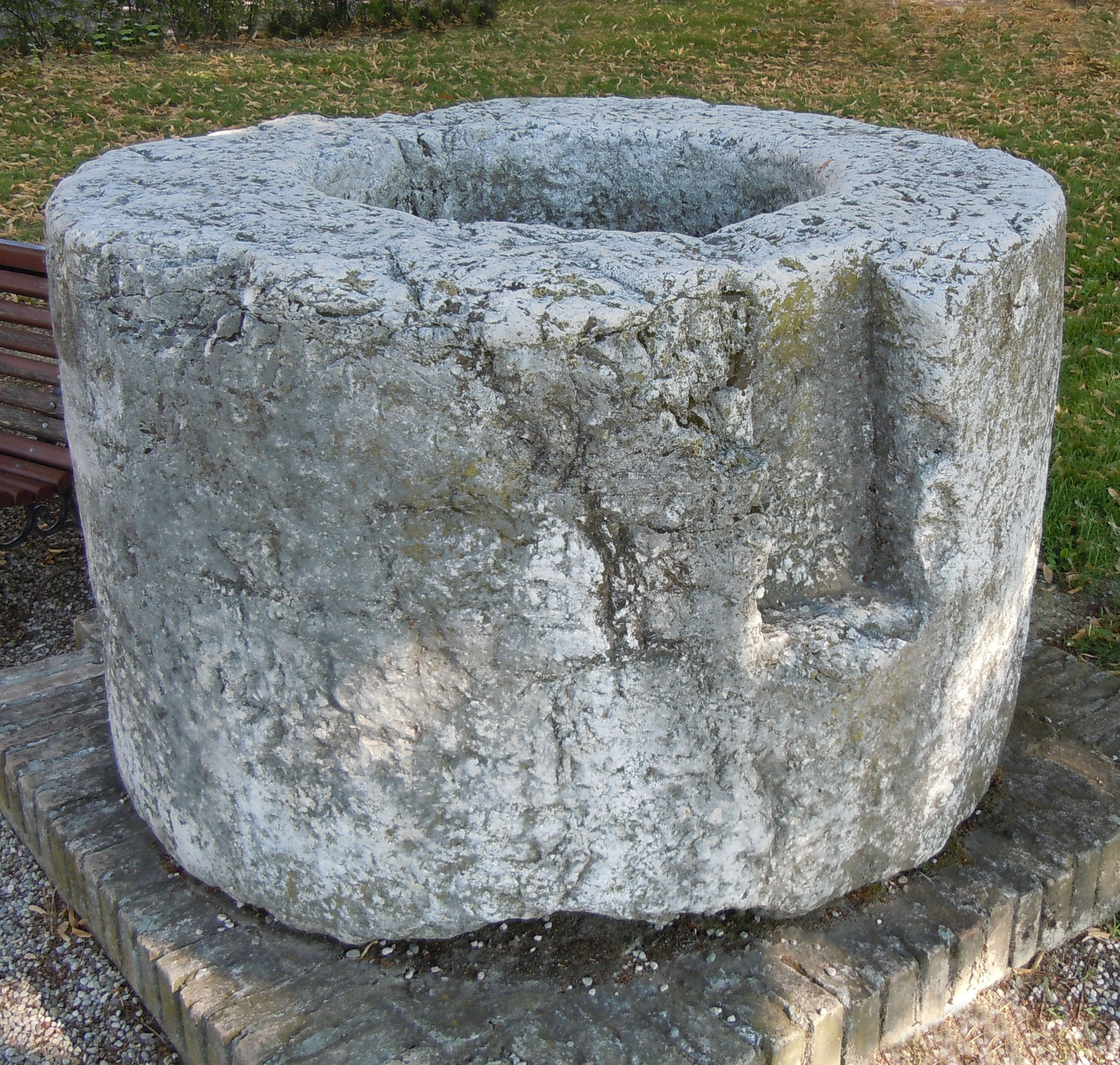
Cippo gromatico di età romana collocato nei giardini pubblici di Castel Goffredo

La condizione geopolitica del territorio Alto Mantovano in età romana non è limpida. La definizione dei confini che interessavano l'attuale Alto Mantovano risulta infatti, almeno in parte, difficile, sia perché esso cadeva nella zona di incontro di tre territori – bresciano, mantovano, veronese –, in un'area dalla morfologia irregolare, sia perché alcuni dati delle fonti letterarie ed epigrafiche sono fra loro contraddittori.
Polibio, in particolare, fissa per il 222 a.C. il confine dei Cenomani, popolazione gallica stanziata nel bresciano, al Chiese, Tito Livio per il 197-196 a.C. al Mincio; a Guidizzolo si trovò documentata la tribù Fabia, bresciana, a Medole un collegium fabrum, legato forse alla Brescia romana.
L'estensione dell'ager mantuanus è oltretutto incerta proprio nei suoi limiti settentrionale e occidentale.
Tale incertezza risale all'opinione del Mommsen, generalmente seguita. Il grande storico, fondandosi sulla documentazione epigrafica, inclinava a porre gran parte dell'Alto Mantovano – per esempio Medole e Guidizzolo - in territorio bresciano, pur avvertendo le contraddizioni delle epigrafi dell'Ager inter Benacum, Mincium, Ollium, Clesum, così da distinguerle in un capitolo a sé.
Anche la maggior parte degli autori si è successivamente trovata in accordo con il Mommsen, sulla base anche sulla successiva circoscrizione diocesana di età altomedievale, che escludeva dalla contea e dalla diocesi di Mantova la maggior parte delle pievi dell'Alto Mantovano, incluse nelle diocesi di Brescia o di Verona.
Ad esempio, Odorici poneva il limite orientale dell'agro di Brescia al Mincio, comprendendo quindi in esso l'Alto Mantovano, mentre Levi assegnava parte del territorio ora mantovano - area di Castel Goffredo - a Brescia.
Secondo Tozzi, invece, sarebbe senz'altro azzardato, almeno in questa area, fondare il confine romano su posteriori circoscrizioni religiose: Medole appartenne da antica data alla diocesi bresciana, ma in età romana era certamente mantovana: lo dimostrerebbe la stessa centuriazione di Mantova, evidente a Casaloldo e a Medole.
Sempre per Tozzi, inoltre, se si nota la biolca mantovana oltre Casaloldo e Medole fino nei pressi di Castiglione delle Stiviere, ne consegue che l'ager mantuanus si spingeva nell'antichità più a settentrione di quanto generalmente si pensa.
Secondo Tozzi, quindi, l'ager mantuanus era delimitato a est dal Mincio, ad ovest dall'Oglio e dal Chiese, a nord da una linea convenzionale non fissabile con assoluta precisione, ma che probabilmente si staccava dal Chiese in prossimità di Acquafredda e raggiungeva le colline moreniche a sud del Lago di Garda in prossimità di Castiglione: qui il limite era rappresentato dalla presenza di una fitta foresta, la silva Lucana, che rendeva difficili accesso e transito. In questo tratto il confine differiva poco da quello dell'attuale circoscrizione diocesana: una situazione dunque non troppo dissimile da quella odierna, in cui le terre comprese tra Oglio, Chiese e Mincio sono in effetti parte della provincia di Mantova.
Più prudentemente la Mutti Ghisi, non individuando tracce di centuriazione oltre una certa linea, suppone che il limite del mantovano nord-occidentale fosse segnato da una linea passante in prossimità di Redondesco, Mariana, Casaloldo, Medole, Guidizzolo, Goito.

### Insediamenti e strade romani
Nella parte pianeggiante dell'Alto Mantovano sono ancora presenti alcune tracce della centuriazione romana dell'agro mantovano, ritenuto parte di quello cremonese nella colonizzazione della Gallia Transpadana.
In età romana la parte nord del Mantovano non solo restò ancora più intensamente popolata che la parte sud, ma si accrebbe anzi il divario: le conseguenze ultime di questo fenomeno si possono cogliere ancora oggi nella diversa distribuzione degli abitati sul territorio mantovano.
Per tracciare un quadro dell'insediamento in età romana fra Chiese e Mincio ci si basa sui documenti epigrafici ed archeologici, e sulla ricostruzione del reticolato della centuriazione. È singolare l'assenza pressoché totale di indicazioni toponomastiche significative: scarsi sono infatti i toponimi con suffisso in –ago e in –ano: San Martino Gusnago, Poiano di Castel Goffredo, e pochi altri – di cui la maggior parte cadono entro l'area centuriata -. Corte Levata presso Gazoldo è in evidente relazione con la Postumia.

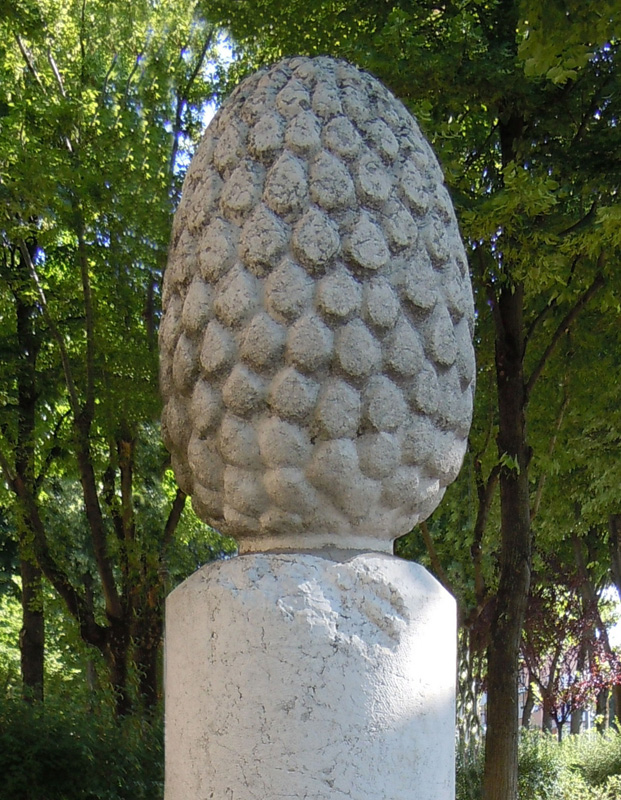
La pigna, segnacolo funebre di epoca romana collocato nei giardini pubblici di Castel Goffredo

Se le epigrafi non sono numerose, i luoghi di ritrovamenti appaiono particolarmente significativi: esse provengono o dall'area direttamente centuriata – Goito, Guidizzolo, Ceresara, Piubega, Casaloldo, Medole - o dall'area che confina con questa – Castel Goffredo, Acquanegra sul Chiese, Asola, Casalmoro, Casalpoglio.
Naturalmente il fatto che una località abbia restituito un'epigrafe – al di là degli spostamenti sempre possibili delle iscrizioni – non è indizio sufficiente per pensare a un insediamento stabile e collettivo. Non è, invece, un caso che buona parte dei luoghi di ritrovamento cada proprio sulle linee dei cardini e dei decumani – Ceresara, Piubega, Casaloldo, Medole -.
Anche i resti archeologici sono quasi esclusivamente compresi nelle maglie della centuriazione: scoperte di varia natura e consistenza sono state fatte, per la zona dell'Alto Mantovano, a Castiglione delle Stiviere, a Medole, a Guidizzolo, a Casaloldo, a Goito, a Mariana Mantovana, a Redondesco, a Gazoldo degli Ippoliti.
Indicativo è il fatto che diverse di queste località siano le medesime che hanno restituito documenti epigrafici – Goito, Guidizzolo, Casaloldo, Medole -, ancor più indicative risultano la natura e la entità delle scoperte: la presenza di sepolcreti a Goito e a Cerlongo attesta la prossimità di abitati. In età romana sorgevano dunque numerosi agglomerati minori e maggiori, per noi anonimi. I primi, detti villae, distribuiti in modo uniforme, appaiono legati soprattutto all'agricoltura e generalmente coincidono con l'area centuriata, i secondi, chiamati vici, relativamente radi e comunque irregolari, ebbero la ragione della loro origine e del loro sviluppo in fattori diversi. Fra questi ultimi nuclei era sicuramente il vicus dove oggi sorge Goito.
Le villae racchiudono in sé una grande varietà tipologica di edifici abitativi, dal più modesto fabbricato rurale alla più vasta e ricca villa urbano-rustica. Queste ultime sono attestate nella zona delle colline moreniche, dove gli architetti potevano sfruttare il fascino delle amenità del paesaggio sul modello delle ricche ville del basso lago di Garda.
Diverse vie percorrevano l'ager mantuanus: la più importante era la Via Postumia, che univa Genova ad Aquileia, e che nel territorio mantovano correva con un lungo rettifilo da Mosio sull'Oglio fino nei pressi di Massimbona sul Mincio, ancora oggi in gran parte conservato.
Nell'Alto Mantovano esistevano alcune altre vie: innanzitutto la via per Brescia, che incontrava presso Goito la Postumia, puntava su Guidizzolo, quindi proseguiva fino a Montichiari con un rettifilo – tuttora identificabile in una strada secondaria attraversante la campagna apparentemente senza una precisa funzione di collegamento –.
In realtà, soltanto documenti medievali ricordano una via di comunicazione fra Brescia e Mantova, ma secondo Tozzi è difficile pensare che essa entrasse in funzione dopo il 476.
Un'altra strada romana correva nei pressi di San Martino Gusnago, e dopo le invasioni barbariche del basso impero venne chiamata Strada dei barbari.

## Medioevo

### Età longobarda
L'Alto Mantovano mostra di aver conservato una sua importanza anche in età altomedievale, come attestano, dal punto di vista archeologico, le scoperte di vaste necropoli d'epoca longobarda scavate a Sacca di Goito.
Dopo la conquista dei Longobardi, avvenuta probabilmente durante la calata stessa di quel popolo – mentre Mantova resistette ancora per alcuni decenni -, gran parte del territorio alto mantovano fu inserito in un distretto minore, la giudicaria di Sirmione, costituendone la parte meridionale.
Questa parte, che di tutta la circoscrizione è quella meglio individuata, mostra una forte concentrazione di interessi del monastero di San Salvatore-Santa Giulia di Brescia – o per meglio dire dei sovrani longobardi: quanto concesso dalla corte regia al monastero era rappresentato probabilmente da proprietà del patrimonio personale dei sovrani o del fisco regio – : da nord a sud si incontravano i beni di Cunicolo, e forse anche di "Pretoriano", in quel di Solferino e Cavriana, quindi Gozzolina di Castiglione delle Stiviere, Bocchere di Castel Goffredo e infine San Martino Gusnago, il punto più avanzato verso sud dell'intero distretto di Sirmione, con i vici Fabrezza di Piubega e Bologne di Redondesco. Da qui il confine dei fines sermionenses risaliva lungo la Postumia fino a Sacca e a Goito – le necropoli longobarde qui scoperte nel 1992 e scavate successivamente risalgono al VI e VII secolo -, e seguiva poi il corso del Mincio fino al Garda. Una tale presenza di interessi longobardi, come è stato più volte osservato, doveva avere ragioni strategiche e militari.
Si comprenderebbe allora perché i Longobardi fossero interessati al suo controllo, soprattutto in quella prima fase della guerra contro i Bizantini che, fino al 602-603, vide Mantova e parte del suo territorio resistere alla conquista longobarda.
Ma con l'avvento dei Franchi il distretto di Sirmione è avviato a un irreversibile processo di disgregazione: nel 774 Carlo Magno assegna infatti al monastero francese di San Martino di Tours l'isola e il castello di Sirmione con tutte le corti, chiese, villaggi e coloni pertinenti. È un colpo decisivo per l'esistenza dei fines sermionenses che pur sopravvivendo formalmente, almeno fino all'846, sono sottoposti a un graduale fenomeno di erosione e di dissolvimento. Già nell'820 il conte di Mantova Oddone esercita la sua competenza territoriale su Pozzolo di Marmirolo; e nell'846 la contea di Mantova estende la sua influenza fino a Cereta di Volta Mantovana.
Il territorio mantovano ebbe così modo di ampliarsi per l'acquisizione di quella zona di alta pianura, costituita da una parte dei territori della stessa iudiciaria di Sirmione, avviatasi ad inarrestabile decadenza dopo l'epoca longobarda.
Il distretto di Sirmione, cancellato e progressivamente assorbito da Brescia da un lato e da Mantova dall'altro, in verità non scompare completamente, e si mantiene a uno stadio larvale, in cui continua ad esprimere anche nell'XI e XII secolo una sua individualità storica, che vale a differenziarlo sia dal resto del comitato bresciano sia dal resto del comitato mantovano.
È in questa fascia di frontiera, compresa tra il Garda, il Chiese e la Postumia, che compaiono infatti i cosiddetti conti rurali bresciani, non un vero e proprio comitato rurale, ma una serie di contee di piccole dimensioni, risultato postumo dello smembramento e della polverizzazione degli antichi fines sermionenses.

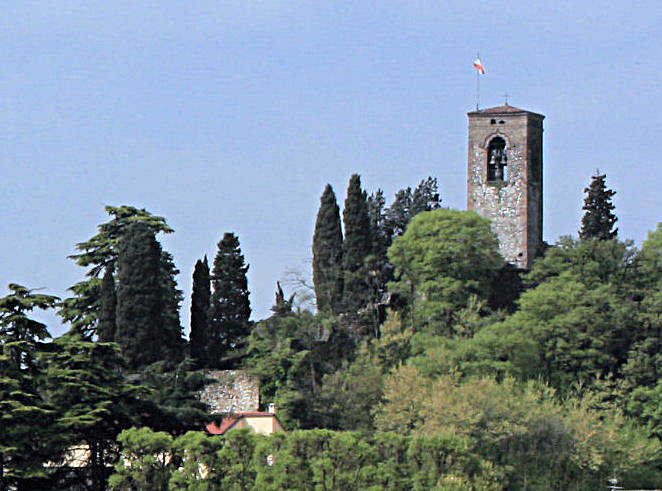
Cavriana, la torre del castello

Il monastero di Santa Giulia di Brescia comunque anche in epoca carolingia mantenne nell'Alto Mantovano parecchi beni, come è possibile desumere soprattutto dall'inventario o polittico delle proprietà fondiarie, chiese a cappelle di S. Giulia, tradizionalmente datato agli anni 905-906.
Le località dell'Alto Mantovano sono incluse nel secondo gruppo di corti dell'elenco: sono cioè quelle aziende che si trovavano in una zona percorsa dal corso dei fiumi Oglio, Chiese, Mincio.
Cabriana, che apre la serie dei beni tra l'Oglio e il Garda, è identificata con Cavriana. Cardulina dovrebbe essere una località poco a sud del lago di Garda, secondo la proposta di Guerrini, che sostiene che essa si sarebbe trovata nelle vicinanze della Lugana, insieme alle due corti seguenti; secondo alcuni essa è identificabile con Gozzolina di Castiglione delle Siviere. Stesso discorso per Palleriana e per Glociano, località forse entrambe nei pressi di Sirmione.
Figurano poi Tontolfi e Gummolfi, due località il cui toponimo non è riscontrabile in nessuna fonte, ma forse entrambe vicine a Goito, in quanto citate in relazione a questa, che compare subito dopo di esse, con il nome Gutus.
Casale Ermanfridi è posta da alcuni nei pressi della confluenza del fiume Mella nell'Oglio. Un diploma longobardo menziona la corte che si trovava in brixiano territorio, ma fornisce pochi elementi utili per una più precisa identificazione. Va tuttavia notato che Casale Ermenfrit viene enumerato nel diploma prima di una selva in finibus Sermionensi loco qui dicitur Gussunagus, da identificarsi con S. Martino Gusnago. Un'area, cioè, della pianura padana nella quale ora c'è contiguità dei confini fra le province di Brescia, Cremona e Mantova. Per Vignoli bisognerebbe pensare alla cosiddetta zona dei Casali, posta leggermente più a est presso la confluenza del Chiese nell'Oglio, e compresa tra gli abitati di Casalmoro, Casalpoglio, Casaloldo e Casalromano.
Per Castelluna, ospitante un edificio sacro, si oscilla fra due possibilità: una località posta in provincia di Cremona, oppure Castiglione delle Stiviere. Data la frequenza del toponimo e in assenza di altri elementi si può solo proporre una generica indicazione, il Cremonese, suggerita dalla posizione che la corte occupa nel polittico. Ma un'altra ipotesi può essere proposta: dato che, almeno nel 977, il monastero possedeva beni nel locus ubi dicitur Castelione, tra le cui confinazioni è citata la località di Solferino, non è da scartare l'identificazione di Castelluna con Castellione, e quindi con Castiglione delle Stiviere.

### Età comitale e comunale
L'estensione del territorio mantovano nel periodo comitale, cioè nel IX, X e XI secolo, continua ad essere minore dell'attuale: l'Alto Mantovano ne rimane quindi in gran parte escluso.
È bene però precisare che la questione dei confini mantovani nord-occidentali in età comitale e comunale, questione che ha impegnato molti studiosi, non trova nei documenti, per quanto si tenti di spremerli, una chiara ed esauriente risposta. Su questo argomento i diplomi regi ed imperiali sono approssimativi, già a partire da quello di re Berengario I.
Rimane comunque fondamentale la descrizione dei confini contenuta nel diploma di re Berengario alla Chiesa di Mantova, dell'anno 894, ripetuta più volte nelle conferme posteriori. Essa è tutta imperniata sui fiumi: il diploma, descrivendo il comitato di Mantova, ne traccia i confini utilizzando come linee di demarcazione il corso di alcuni fiumi: il Mincio, il Po e l'Oglio soprattutto.
Il documento dunque dice che i confini del territorio mantovano, nella sua parte settentrionale, sono delineati da l'una e l'altra sponda del Mincio: il bacino del fiume, da Valeggio escluso nei cui pressi esso entra nel mantovano, fino al Po, in cui ha termine il suo corso, è dunque mantovano. In questo modo i confini laterali della contea, verso il veronese da un lato, verso il bresciano dall'altro, sono indicati, ma piuttosto vagamente.
Tale delineazione sembra dunque lasciare fuori dal territorio di Mantova tutto l'Alto e Medio Mantovano. Alcuni dei successivi diplomi - di Ottone III (997), Corrado II (1037), Enrico III (1045), Enrico IV (1091) e Federico I (1160) - aggiungono un elenco delle pievi della diocesi di Mantova, da cui si può capire che solo i territori degli attuali comuni di Goito, Volta – questi due sedi di importanti possedimenti canossiani -, Cavriana, Ceresara erano collocati nell'episcopato di Mantova.
Il 15 ottobre 1080 nei pressi di Volta Mantovana le milizie dei vescovi-conti (e dell'antipapa Guiberto da Ravenna), fedeli all'imperatore Enrico IV, sconfissero le truppe a difesa di papa Gregorio VII e comandate dalla contessa Matilde di Canossa, rea di avere donato nel 1079 tutti i suoi beni alla Chiesa e interessata a cacciare da Ravenna l'antipapa Clemente III. Fu la prima, grave sconfitta militare di Matilde (battaglia di Volta Mantovana).
Per quanto riguarda invece il territorio bresciano, nel periodo più antico il ducato e la contea di Brescia, molto ampia a causa della notevole importanza attribuitole dai Longobardi a scapito delle città vicine di Cremona e Mantova, giungeva a sud fino addirittura a Suzzara, Viadana e Sabbioneta, comprendendo le terre sulla destra del basso corso dell'Oglio più tardi cremonesi, e poi infine mantovane.

Stemma dei Casalodi

Al territorio bresciano appartengono certamente in epoca comitale e poi comunale le terre, oggi mantovane, poste in destra di Mincio e in sinistra d'Oglio, di Castiglione delle Stiviere, Solferino, Medole, Guidizzolo, Castel Goffredo, Casaloldo, Casalmoro, Asola, Mariana, Redondesco, Acquanegra sul Chiese, Canneto sull'Oglio, Casalromano: la maggior parte dunque dell'Alto Mantovano; terre che tuttora conservano senza eccezioni il dialetto bresciano e che sino alla fine del Settecento costituivano parrocchie incluse nella diocesi di Brescia, in parte soltanto delegate a quella di Mantova.
Nel 1192 si ha una descrizione più precisa del territorio bresciano: un diploma dell'imperatore Enrico VI delinea con tre segmenti i confini orientali dell'episcopato e del distretto di Brescia: da Pozzolengo a Guidizzolo e da Guidizzolo a Mosio di Acquanegra. Apparentemente più comprensibile, la delimitazione enriciana risulta precisa solo sugli estremi di ciascun segmento, lasciando indeterminato tutto ciò che sta in mezzo.
Da ciò si può comunque dedurre che in epoca comunale il limite meridionale del distretto di Brescia coincide con il fiume Oglio e arriva fino a Marcaria esclusa; il limite orientale si attesta lungo la direttrice che congiunge Mosio con Guidizzolo, comprendendo la maggior parte degli attuali comuni alto mantovani. Ormai era giunta a una fase di stallo la spinta espansionistica del comune di Brescia che, nella zona delimitata dall'Oglio a sud, una delle aree nevralgiche del distretto bresciano per il suo alto valore strategico, alla fine del XII secolo aveva seriamente iniziato a fagocitare i territori appartenenti alla feudalità minore e a quella dei conti rurali bresciani.
Quasi speculare, anche nella sommarietà, è la versione dei confini occidentali dell'episcopato di Mantova in epoca comunale – da considerare alquanto simili se non coincidenti con quelli del distretto – fornita dagli Statuti bonacolsiani del 1313, che disegnano una linea definita da tre sole località: S. Michele in Bosco di Marcaria, Ceresara, Volta Mantovana, comprendendo peraltro con sicurezza solamente Piubega e San Martino Gusnago.
Anche il comune di Mantova, a partire dall'inizio del XIII secolo, estende senza difficoltà i suoi poteri politici su tutta la circoscrizione ex-comitale; nessun mutamento significativo si compie comunque in questo periodo nei confini mantovani verso il cremonese, il veronese, il bresciano: il perimetro del distructus comunale resta qui quello stesso del comitatus canossiano, che escludeva gran parte dell'Alto Mantovano, compreso invece per lo più nel distretto di Brescia, ma anche in quello di Verona – è il caso di Monzambano e Ponti sul Mincio -.

### Basso Medioevo

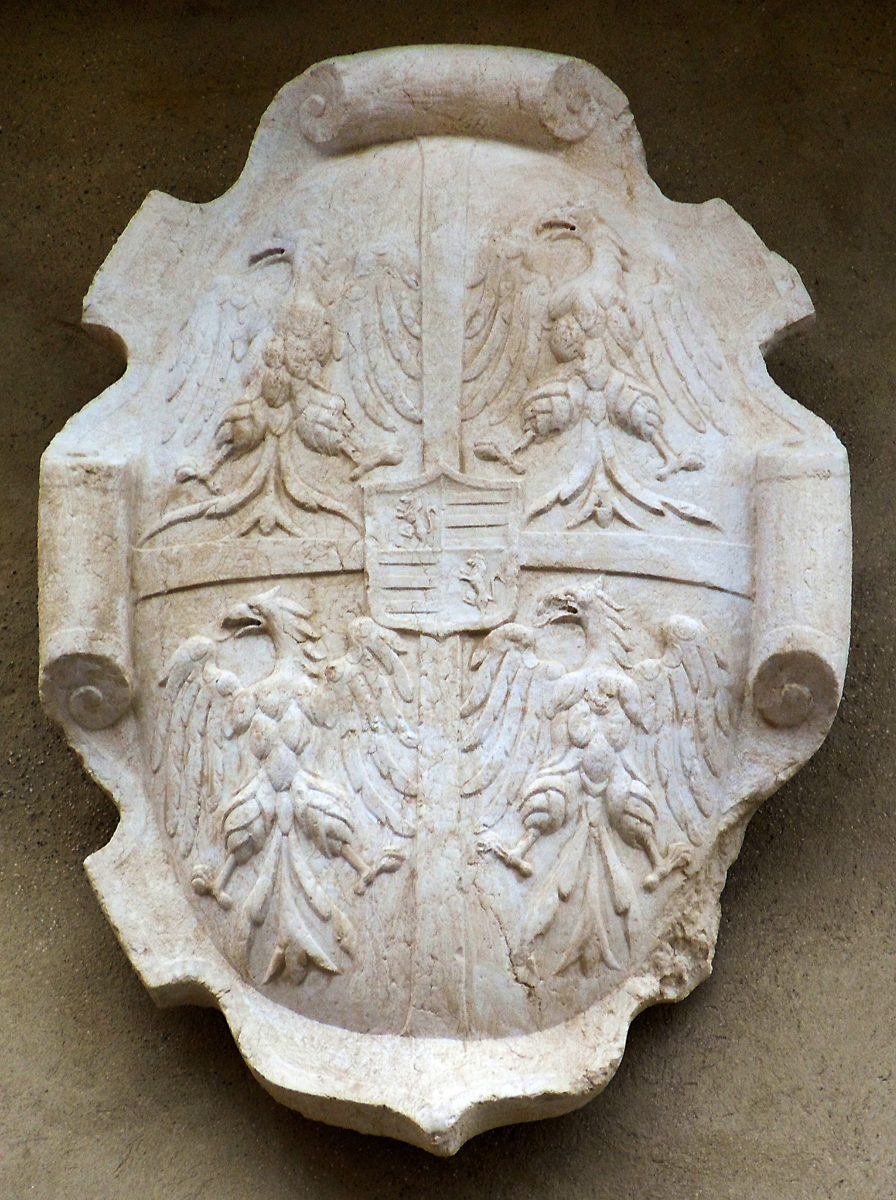
Stemma con l'arma dei Gonzaga posto sulla torre civica di Castel Goffredo (XVI secolo)

Sotto il profilo dell'organizzazione territoriale, dunque, l'assetto assunto nell'Alto Medioevo da Mantova resterà sostanzialmente stabile e le sue caratteristiche permarranno fino al XIII – XIV secolo, quando iniziarono a comparire alcuni mutamenti.
Con l'inizio del dominio dei Gonzaga il territorio appartenente a Mantova, detto Vecchio Mantovano, presenta una suddivisione in vicariati, circoscrizioni amministrative nelle quali i rappresentanti gonzagheschi svolgono funzioni amministrative e giudiziarie, e in misura minore anche politico-militari. Dei 19 vicariati virgiliani esistenti intorno al 1370, solo quattro hanno per capoluogo i comuni alto mantovani di Cavriana, Volta, Ceresara, Goito.
In destra Mincio, l'attuale settore nord-occidentale, l'ambito mantovano si estendeva verso la collina solo sino a Cavriana e Volta; Solferino fu però acquisita nel XIII secolo dai Bonacolsi, ma rimase poi legata alle vicende di Castiglione delle Stiviere e di Castel Goffredo; centri questi ultimi che, con Medole e Guidizzolo, appartennero all'area bresciana sino alle conquiste di Francesco e Gianfrancesco Gonzaga e che, passate dopo la morte di quest'ultimo ad un ramo minore, rimasero sempre in un rapporto labile con Mantova.

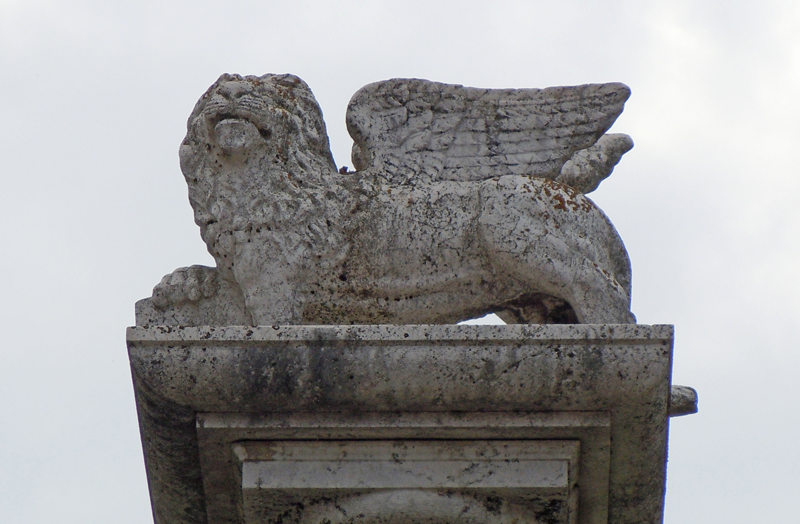
Asola, il leone di San Marco

La ragione di ciò è da ricercare, come anticipato, nella particolarità dell'espansione dello stato gonzaghesco. Nella seconda metà del XIV secolo e nella prima del XV, infatti, i Gonzaga, con Feltrino, Francesco e Gianfrancesco, giunsero quasi a raddoppiare l'originario territorio mantovano conquistando parte dell'area già bresciana tra Oglio e Mincio a nord della Postumia – l'attuale Alto Mantovano -, l'oltre Oglio e il Viadanese, già cremonesi, e altre terre, che insieme andarono a costituire il Nuovo Mantovano.
Infatti nei primi decenni del XV
secolo fino alla pace di Cremona, detta anche di Cavriana (20 novembre 1441), vennero in particolare conquistati i comuni di Castiglione delle Stiviere, Solferino, Castel Goffredo, Redondesco e Canneto con la sua “quadra”; alcuni dei comuni occupati, tuttavia, come Asola, Casalmoro e Casaloldo, fecero parte dello stato mantovano solo per alcuni brevi periodi, per poi tornare sotto la giurisdizione bresciana.
Il “Mantovano Nuovo" rimase comunque distinto per modi di amministrazione e prerogative dalle
comunità del "Mantovano Vecchio".
Parte delle terre del "Mantovano Nuovo" furono
in seguito assegnate ai rami cadetti dei Gonzaga, mentre i territori del nucleo
originario del distretto mantovano furono sempre di pertinenza del primogenito.
La parte più occidentale dell'odierno Alto Mantovano è quindi terra mantovana per pura conquista politico-militare dovuta al momento espansionistico dei Gonzaga del primo Quattrocento, mentre sotto il profilo ecclesiastico continuerà a rimanere compresa nella diocesi di Brescia fino alla fine del XVIII secolo.

## Età moderna

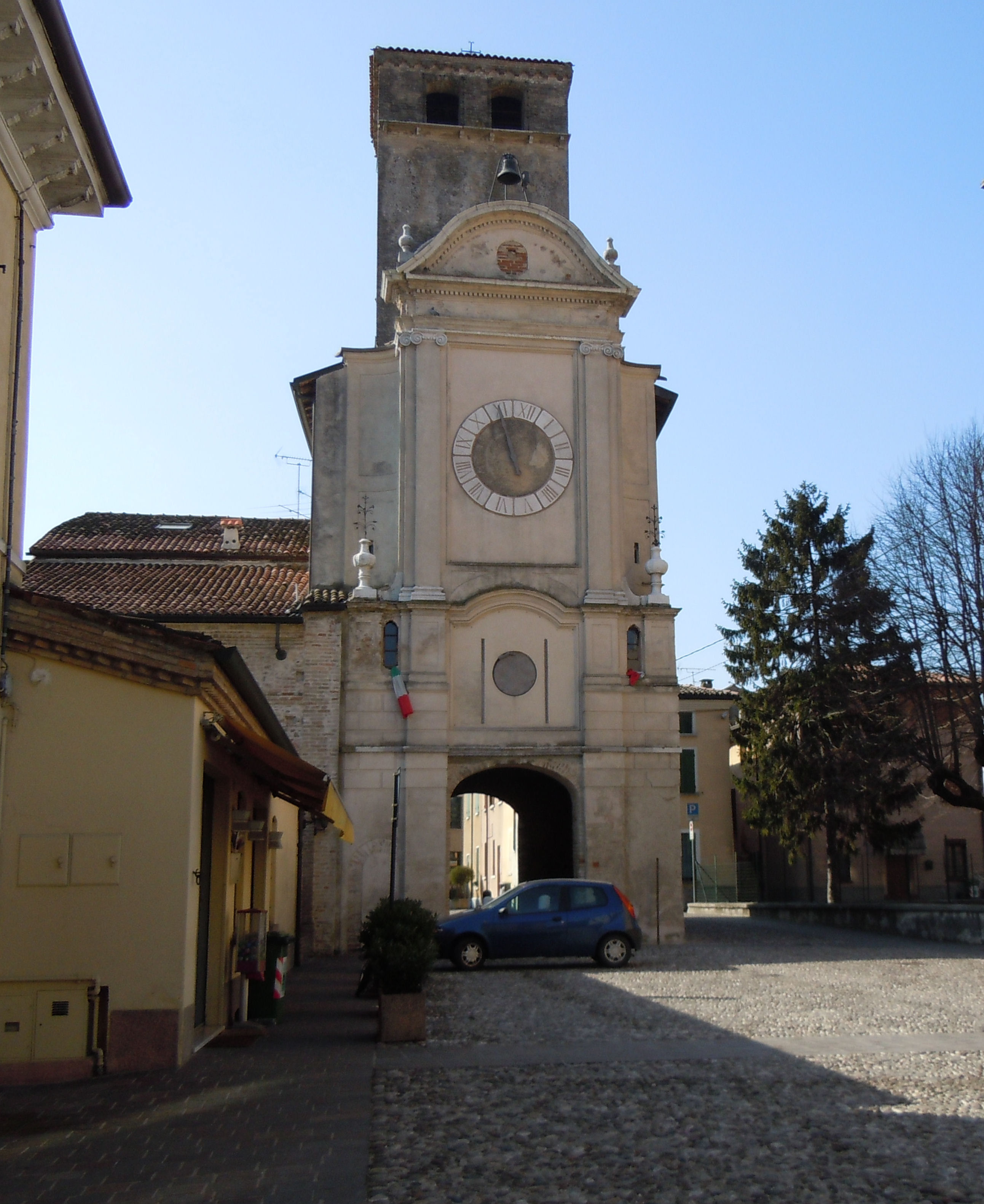
Medole, la torre del Castello

### Secoli XV-XVII
Dopo la conquista gonzaghesca si ebbe in molti centri dell'Alto Mantovano la formazione di piccoli Stati di carattere feudale-dinastico semi-autonomi rispetto a Mantova: è il caso di Castel Goffredo, Castiglione delle Stiviere, Solferino e, a partire dal 1602, Medole.
Tutto era cominciato con la morte del marchese Gianfrancesco Gonzaga nel 1444, quando si ebbe la prima divisione dello stato mantovano.
Nell'area dell'Alto Mantovano, ad Alessandro Gonzaga vennero dati Castel Goffredo, Medole, Castiglione delle Stiviere, Acquanegra, Canneto, Redondesco, Mariana, Guidizzolo, Piubega, Ostiano e Solferino. A Gianlucido Gonzaga toccarono Volta, Cavriana, Ceresara, San Martino Gusnago, Rodigo.
Nel 1466 Ludovico III Gonzaga riusciva a ricomporre l'unità territoriale del marchesato, ma alla sua morte, nel 1478, lo stato mantovano veniva nuovamente smembrato e diviso tra i suoi cinque figli maschi.
Per l'Alto Mantovano lo schema era il seguente: al primogenito Federico andò il marchesato con le terre ex veronesi, le terre ex bresciane di Mariana, Redondesco, Medole, e alcune terre ex cremonesi; a Ludovico e Rodolfo le rimanenti terre ex bresciane. Rodolfo e Ludovico concordarono la divisione dei territori loro assegnati in due parti, attribuendo al primo Castiglione delle Stiviere e Solferino, e al secondo Castel
Goffredo, Ostiano e Redondesco.

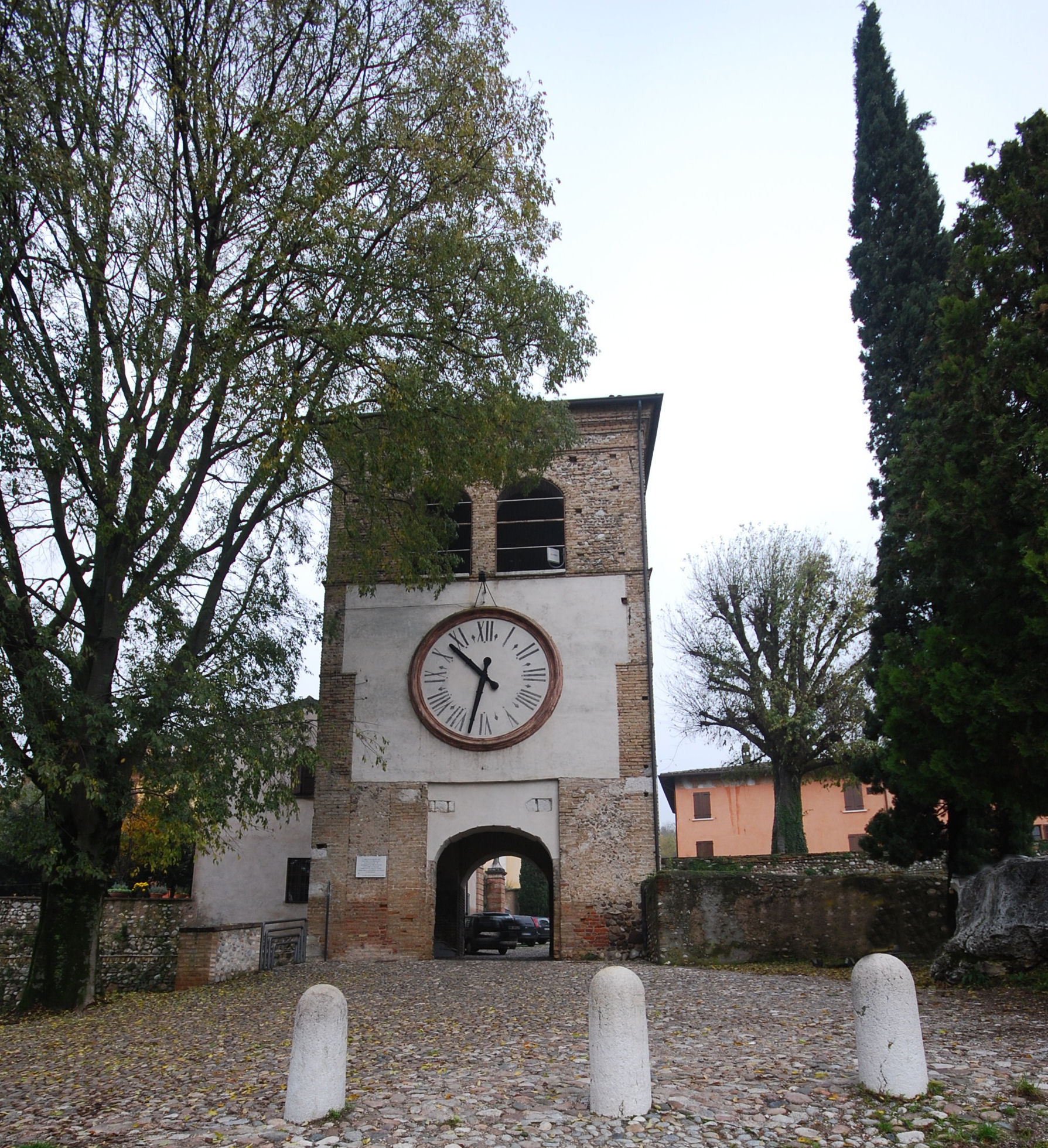
Castiglione delle Stiviere, torre del castello

Si formarono così le signorie gonzaghesche che coronavano lo stato mantovano in
epoca moderna, sostanzialmente fino alla fine del ducato, se si eccettua l'aggregazione del territorio di Castel Goffredo, nel 1602, contro la cessione di Medole al principato di Castiglione delle Stiviere.
Vi erano dunque giurisdizioni del mantovano possedute da rami del casato dei Gonzaga che non soggiacevano al duca di Mantova: tra di esse, una delle più longeve fu il marchesato di Castiglione delle Stiviere, poi principato.
Solo nel 1773 tale principato sarebbe stato unito al ducato mantovano, insieme alla signoria di San Martino Gusnago.
Le signorie che contornavano lo stato dei Gonzaga a partire dal tardo medioevo e per tutta l'epoca moderna consistevano in territori e di comunità che avevano la configurazione, se non la vera e propria struttura, di piccoli stati, talvolta formalmente autonomi, in altri casi satelliti del duca di Mantova.
Questi piccoli potentati erano connotati giuridicamente come feudi imperiali, sanciti con investitura dell'imperatore.
Nel territorio mantovano le signorie si affermarono in prevalenza proprio nei territori ex bresciani ed ex cremonesi, quindi anche nell'Alto Mantovano, acquisiti dai Gonzaga nei primi decenni del XV secolo, spesso garantiti da esenzioni fiscali, antichi privilegi e statuti particolari. Gli statuti divennero il terreno di confronto tra la capacità di governo del principe e la possibilità della comunità di conservare una propria autonomia.
Le terre signorili del “Mantovano Nuovo” ex bresciano - Castel Goffredo,
Castiglione delle Stiviere, Solferino e Medole –, originatesi dal 1478 dallo smembramento del marchesato tra i figli di Ludovico III, e a seguito di intricate
aggregazioni e partizioni ereditarie, si consideravano dunque distinte dall'antico distretto comunale, che costituiva il nucleo del ducato mantovano e che fu
sempre prerogativa del primogenito del ramo principale dei Gonzaga.
Accanto a queste signorie, nel territorio alto mantovano esistevano altre enclaves
autonome, in primis Gazoldo, assegnato nel 1354 ad Alberto della famiglia Ippoliti, da cui il nome di Gazoldo degli Ippoliti. Nel 1709 venne elevato a feudo imperiale anche il territorio della Corte Orsina di San Martino Gusnago, che cessò nel 1776.
Fu con l'affermarsi di un nuovo espansionismo asburgico nell'Italia
Settentrionale che iniziò il progressivo ridimensionamento di questi feudi imperiali, anche se la loro scomparsa fu sancita in modo definitivo dalla rivoluzione francese.

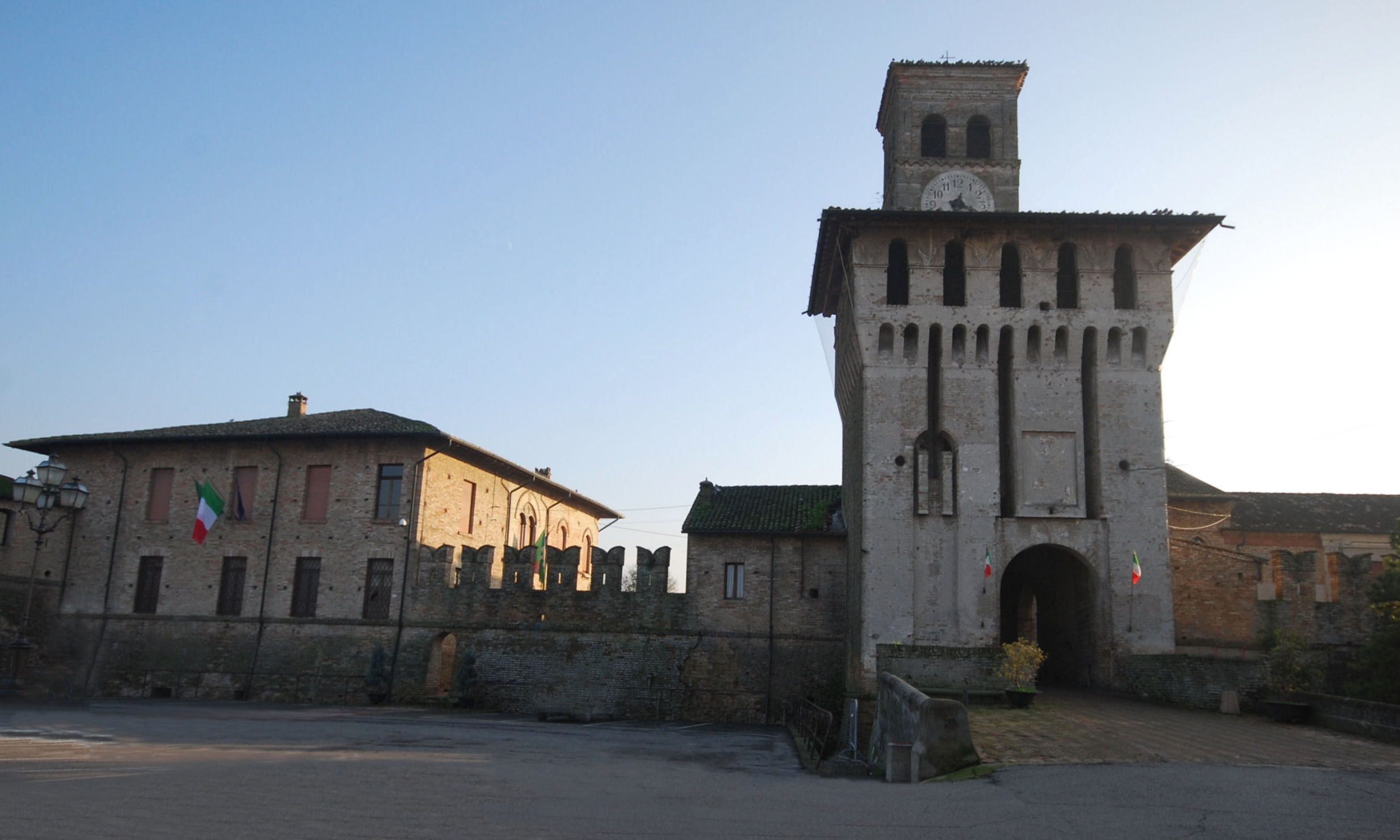
Castello di Redondesco

Altre località più vicine a Mantova passarono invece direttamente alle dipendenze dei Gonzaga del capoluogo virgiliano: segnatamente, Guidizzolo, Redondesco, Casalromano, Canneto sull'Oglio, Acquanegra sul Chiese, Mariana Mantovana, terre che si arricchirono fra l'altro di opere difensive volute dagli stessi Gonzaga.
La zona di Asola si avviò invece per tutt'altra strada, in quanto dalla fine del XIV secolo la cittadina sul Chiese fu messa a capo di un piccolo distretto di comuni rurali – Casaloldo, Casalmoro, Casalpoglio, Castelnuovo Asolano -, detto quadra, sottoposto al distretto di Brescia e quindi alla Repubblica di Venezia: veneziani, anche se inclusi nel Veronese, furono anche Monzambano e Ponti sul Mincio. Questi territori saranno aggregati a Mantova solo all'inizio dell'Ottocento.

### Il Settecento

#### La guerra di successione spagnola
A partire dal Settecento nelle terre dell'Alto Mantovano si registrarono alcune importanti battaglie, la prima delle quali, la battaglia di Castiglione del 1706, fu parte della guerra di successione spagnola.

#### La fine delle dominazioni gonzaghesca e veneziana
Alla caduta dei Gonzaga (1707), il Ducato di Mantova - incluse le terre poste nella porzione settentrionale - entra nell'orbita imperiale ed è dichiarato possesso della casa d'Austria. In seguito a una nuova organizzazione amministrativa, nel 1745 il Mantovano entra a far parte della Lombardia austriaca.
Le parti dell'Alto Mantovano ancora bresciane e veronesi continuano invece ad appartenere alla Repubblica di Venezia fino al trattato di Campoformio del 1797.
Nel 1750 il Mantovano viene suddiviso in preture, circoscrizioni amministrative e giudiziarie. Le preture situate nell'Alto Mantovano hanno giurisdizione sui territori di: Volta e Cavriana; Guidizzolo e Ceresara; Canneto e Volongo; Castel Goffredo e Piubega; Redondesco e Mariana; Goito.
In questo periodo il Ducato mantovano, cui manca sempre l'Asolano e parte della zona collinare a nord, acquisisce il Principato di Castiglione delle Stiviere ed il feudo di Solferino (1773), mentre Gazoldo degli Ippoliti rimane feudo autonomo.
Nel giugno 1784 lo Stato Mantovano, in base al nuovo compartimento territoriale conseguente le riforme amministrative di Giuseppe II d'Asburgo-Lorena, veniva suddiviso in distretti, ciascuno comprendente più comuni, raggruppati secondo considerazioni d'ordine geografico, storico ed economico. Dei nuovi 16 distretti mantovani, che prendevano il nome dal comune capodistretto, quattro coprivano l'Alto Mantovano: distretto di Goito, delegazione IV: Goito, Pozzolo, Volta e Rodigo; distretto di Castiglione delle Stiviere, delegazione V: Castiglione, Solferino, Cavriana, Guidizzolo e Medole; distretto di Castel Goffredo, delegazione VI: Castel Goffredo, Ceresara e Piubega; distretto di Canneto, delegazione VII: Canneto, Acquanegra, Redondesco, Mariana, Casalromano, Isola Dovarese, Ostiano e Volongo.

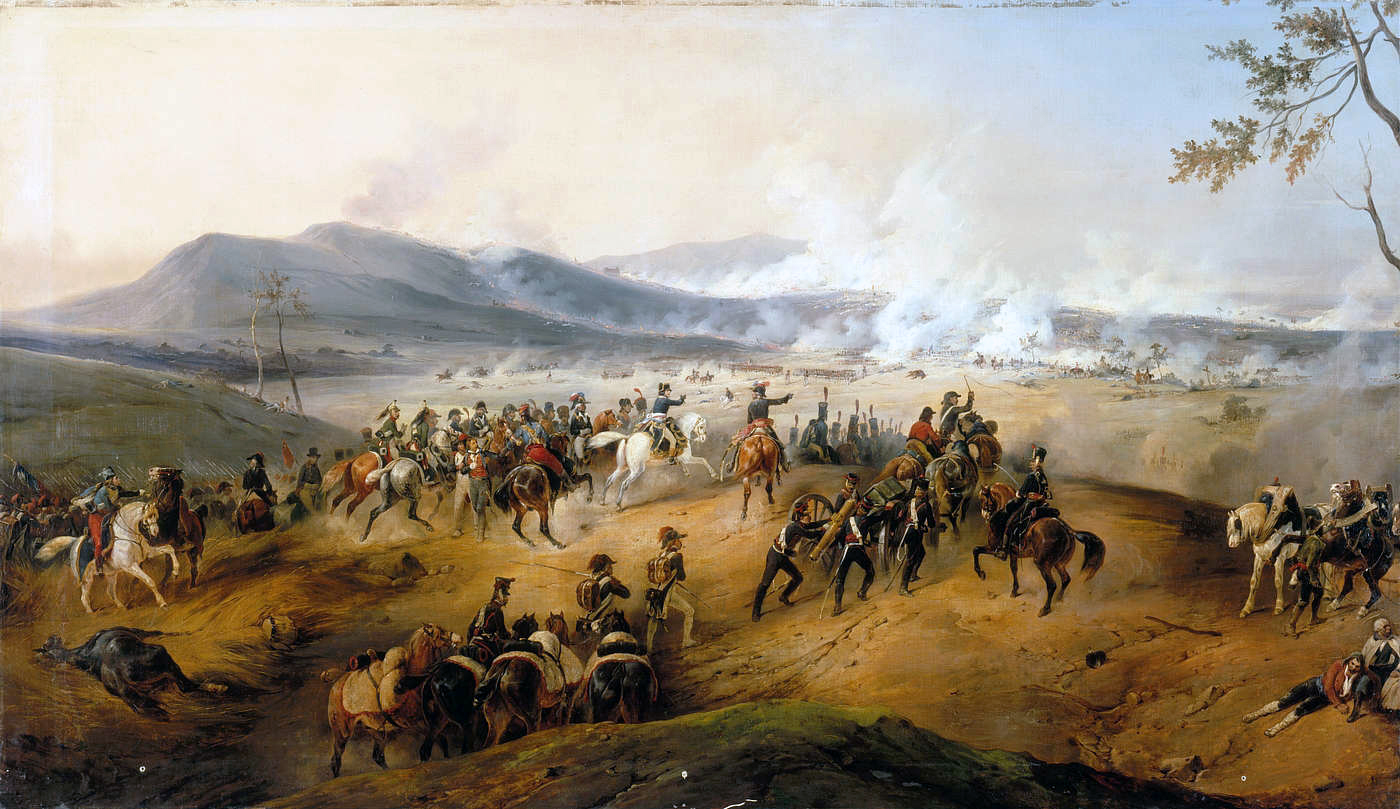
Battaglia di Castiglione (1796) di Victor Adam

Il numero dei comuni situati nell'odierno Alto Mantovano subì però frequenti variazioni, a causa di talune soppressioni, che interessarono Mariana e Casalromano, uniti nel 1785 rispettivamente a Redondesco e Canneto, e anche a motivo di successivi ripristini, come nel caso di Mariana, resa di nuovo indipendente nel 1787.
Con l'editto del settembre 1786, a seguito del quale la Lombardia Austriaca
veniva divisa in otto province, Mantova divenne una provincia. La contemporanea creazione della Provincia di Bozzolo comportò per il territorio mantovano la perdita del possesso di una zona comprendente anche il distretto di Canneto
.
Ma già nel 1791 la provincia di Bozzolo-Casalmaggiore venne soppressa e il mantovano riacquisì il distretto di Canneto che gli apparteneva in precedenza

### L'Ottocento

#### Età napoleonica
Dopo la battaglia di Castiglione (1796), vinta da Napoleone Bonaparte, Mantova viene conquistata dai Francesi (febbraio 1797) dopo un lungo assedio. Fino al 1814, il territorio alto mantovano fa progressivamente parte dei vari stati che costituiscono l'espressione della dominazione napoleonica in Italia: Repubblica Cisalpina, Repubblica Italiana, Regno d'Italia.
Nello stesso 1797 Mantova diviene capoluogo del Dipartimento del Mincio; tuttavia molti dei suoi distretti, entrati a far parte della Repubblica prima della città, sono aggregati ad altri dipartimenti.
Nella porzione ovest dell'Alto Mantovano i distretti di Castiglione delle Stiviere, Castel Goffredo e, con la fine della Repubblica di Venezia, anche Asola, sono compresi nel dipartimento del Benaco, il quale è però presto soppresso (1801); Castiglione e Castel Goffredo vengono restituiti a Mantova, che acquisisce anche l'Asolano – da secoli non mantovano -; Canneto viene invece incluso nel dipartimento del Mella.
Il dipartimento del Mincio risulta così diviso in tredici distretti, di cui tre alto mantovani: distretto VII di Castiglione delle Stiviere;
distretto VIII di Goito; distretto IX di Asola.
Nel luglio 1803, durante la Repubblica Italiana, a seguito di nuove modifiche dipartimentali, si ha l'aggregazione al dipartimento del Mincio del distretto di Canneto, con tutte le sue attinenze, già appartenente al dipartimento del Mella.
Inoltre Mantova conserva a sé l'Asolano, acquisisce i comuni già veronesi di Ponti sul Mincio e Monzambano e l'ex feudo autonomo di Gazoldo.
L'anno successivo si aveva una nuova distrettuazione del dipartimento del Mincio - marzo 1804 -: nell'Alto Mantovano rimanevano solo il distretto II di Castiglione delle Siviere e il distretto III di Asola.
In seguito al decreto del 1805 per la divisione amministrativa del territorio del Regno d'Italia, l'Alto Mantovano veniva interamente occupato da un unico distretto, il III di Castiglione delle Stiviere, a sua volta diviso in 4 cantoni e 25 comuni:
Cantone I di Castiglione: comuni di Castiglione, Guidizzolo, Solferino, Medole e Cavriana;
Cantone II di Goito: Goito, Volta, Pozzolo, Rodigo, Gazoldo, Peschiera del Garda, Ponti e Monzambano;
Cantone III di Castel Goffredo: Castel Goffredo, Ceresara, Piubega, Asola, Casalmoro e Casaloldo;
Cantone IV di Canneto: Canneto, Ostiano, Isola Dovarese, Acquanegra, Redondesco e Mariana
Secondo dati del 1811, la popolazione del distretto di Castiglione ammontava a 56.074 abitanti.

#### Il Lombardo-Veneto
Con la caduta dell'Impero napoleonico e la fine del Regno d'Italia, Mantova e la sua provincia vengono riconquistati dagli Austriaci. Nel 1815 viene costituito il Regno Lombardo-Veneto, diviso in due distinte regioni, Lombardia – in cui rientra Mantova – e Veneto, annesse all'impero austriaco fin dal giugno 1814. Anche la compagine territoriale dell'Alto Mantovano viene inserita della provincia di Mantova.
La provincia mantovana, che mantiene i territori acquisiti durante il periodo francese, è suddivisa in distretti, comprendenti ciascuno più comuni.
Nella parte settentrionale viene promossa l'istituzione di nuovi comuni rispetto alle epoche precedenti, come Casalpoglio e Acquafredda, già frazioni di Casalmoro. Nel periodo in questione, inoltre, sono comuni rientranti nell'area dell'Alto Mantovano anche i paesi, oggi fuori provincia, di Ostiano, Volongo – questi due tuttora appartenenti alla diocesi di Mantova -, Isola Dovarese, Acquafredda, Peschiera.
I distretti presenti nell'Alto Mantovano durante il Lombardo-Veneto non sono altro che la riproposizione di quelli creati dagli Austriaci nel 1784, salvo lievi modifiche, come la sostituzione di Volta a Goito come comune capodistretto e il nuovo distretto di Asola che, formato interamente da territori entrati in possesso del Mantovano nel periodo francese, viene contraddistinto dal numero XVII. Tale compartimento territoriale, stabilito ufficialmente nel 1816, rimane sostanzialmente inalterato fino al 1853.
Come anticipato, i due distretti che presentano le maggiori modifiche rispetto al 1784 sono quelli di Volta (in totale 13 188 abitanti) – comprendente i comuni di Volta, Goito, Monzambano, Peschiera, Ponti, Pozzolo – e di Asola (7 116 abitanti) – Asola, Acquafredda, Casalmoro, Casaloldo, Casalpoglio. Invariati rimangono i distretti di Castiglione (12 330 abitanti), Castel Goffredo (6 066 abitanti) e Canneto (14 432 abitanti).

#### Il Risorgimento
Nel contesto di questo compartimento territoriale,
nell'Alto Mantovano si verifica un temporaneo mutamento di potere politico nel 1848, quando, a causa dello scoppio della prima guerra d'indipendenza, gli Austriaci perdono progressivamente il controllo di quasi tutta la provincia di Mantova. La zona a nord-ovest della città, come avverrà anche successivamente, è uno dei principali teatri di guerra, dove si svolgono in aprile la battaglia del Ponte di Goito e in maggio la battaglia di Goito.
In una prima fase tutta la parte del Mantovano compresa tra i confini occidentali ed una linea che va da Peschiera al capoluogo – dunque anche l'Alto Mantovano – viene abbandonata dagli Austriaci e occupata dai Piemontesi. Per amministrare la zona libera il 21 aprile si insedia il commissario straordinario di Bozzolo, organismo di carattere esecutivo del governo provvisorio di Lombardia. Tuttavia, la crescente reazione delle truppe imperiali e gli insuccessi, dopo le iniziali vittorie, dell'esercito piemontese portano alla progressiva riconquista, entro il 30 settembre 1848, di tutta la provincia da parte degli Austriaci.
Al termine del conflitto si procede, in tutto il Lombardo-Veneto, alla riorganizzazione delle strutture amministrative. Il nuovo compartimento territoriale del gennaio 1853 riduce i distretti: per l'Alto Mantovano, in particolare, viene soppresso quello di Castel Goffredo, il cui territorio passa al distretto di Asola (V: in totale, 15 404 abitanti). Nessuna modificazione invece interessa i distretti di Castiglione (IV: 12 953 abitanti), Canneto (VI: 16 204 abitanti) e Volta (VII: 14 348 abitanti), che mantengono lo stesso territorio posseduto in precedenza.
Negli anni del 1848 in alcuni paesi dell'Alto Mantovano si formò un centro cospirativo antiaustriaco legato ai Martiri di Belfiore.
Asola, Casalmoro, Casaloldo, Castel Goffredo, Castiglione delle Stiviere, Cavriana, Ceresara, Gazoldo degli Ippoliti, Guidizzolo, Medole, Monzambano, Piubega, Ponti sul Mincio, Solferino e Volta Mantovana contarono la presenza di circa 170 patrioti, tra i quali il più illustre fu Giovanni Acerbi, intendente dei Mille di Garibaldi.
Alcuni persero la vita e molti furono arrestati, processati nel 1852 e uscirono dal carcere nel 1853 a seguito dell'amnistia. L'Acerbi, fuggito all'estero, fu condannato in contumacia.
Durante e dopo il 1848, periodo rivoluzionario e della cospirazione di Belfiore, molti uomini dell'Alto Mantovano presero parte alle vicende del Risorgimento italiano, smentendo così il luogo comune di un Risorgimento fatto da pochi: si trattò invece di una vera e propria folla di patrioti, congiurati e combattenti del Nordovest Mantovano che dal Quarantotto il poi s'impegnò, sacrificando anche la vita, per l'indipendenza d'Italia. L'Alto Mantovano ha dunque fornito un apporto rilevante in uomini ed idee al percorso dell'unità d'Italia.
Ma l'evento che segnò maggiormente il territorio alto mantovano durante il Risorgimento fu senza dubbio la battaglia di Solferino e San Martino del 24 giugno 1859, durante la seconda guerra d'indipendenza: fu una delle più sanguinose battaglie dell'Ottocento, che interessò non solo le campagne, ma anche i villaggi e i centri abitati, sviluppandosi su un fronte complessivo di più di 20 km.
Lo scontro vede prevalere i Franco-Piemontesi, ma, nonostante la situazione della guerra sembri volgere nettamente a favore di questi ultimi, l'8 luglio a Villafranca viene sottoscritto un armistizio, che di fatto pone definitivamente fine al conflitto.
Gli accordi definiscono le linee di demarcazione dei due eserciti: i Franco-Sardi, che occupano anche l'Alto Mantovano, si attestano sulla linea che da Goito passa per Rivalta, Castellucchio, Gabbiana, Cesole e arriva fino al Po a Scorzarolo. Gli Austriaci invece mantengono la parte orientale della provincia. In tal modo rimangono in possesso dei Piemontesi i distretti di Castiglione delle Stiviere, Asola, Canneto e gran parte di quello di Volta.
Gli accordi della convenzione di Villafranca, tenendo conto delle posizioni occupate dai due eserciti al momento dell'armistizio, prevedono il passaggio dall'impero austriaco al Regno di Sardegna di gran parte della Lombardia, suddivisa secondo un confine che attraversa, e spezza quindi in due parti, la provincia di Mantova.
Il definitivo trattato di pace, che in pratica conferma, sia pure con maggiore precisione, quanto concordato a Villafranca, viene concluso solo il 10 novembre 1859 a Zurigo: con esso tutto l'Alto Mantovano passa al Regno di Sardegna, ad eccezione di Ponti sul Mincio che, anche se a destra del fiume, rimane austriaco. Passano invece ai Piemontesi i vicini territori, sulla frontiera con il Veneto, di Monzambano, Volta e Goito, anche se alcune porzioni di essi vengono staccate e aggregate a limitrofi comuni veronesi e quindi austriaci.

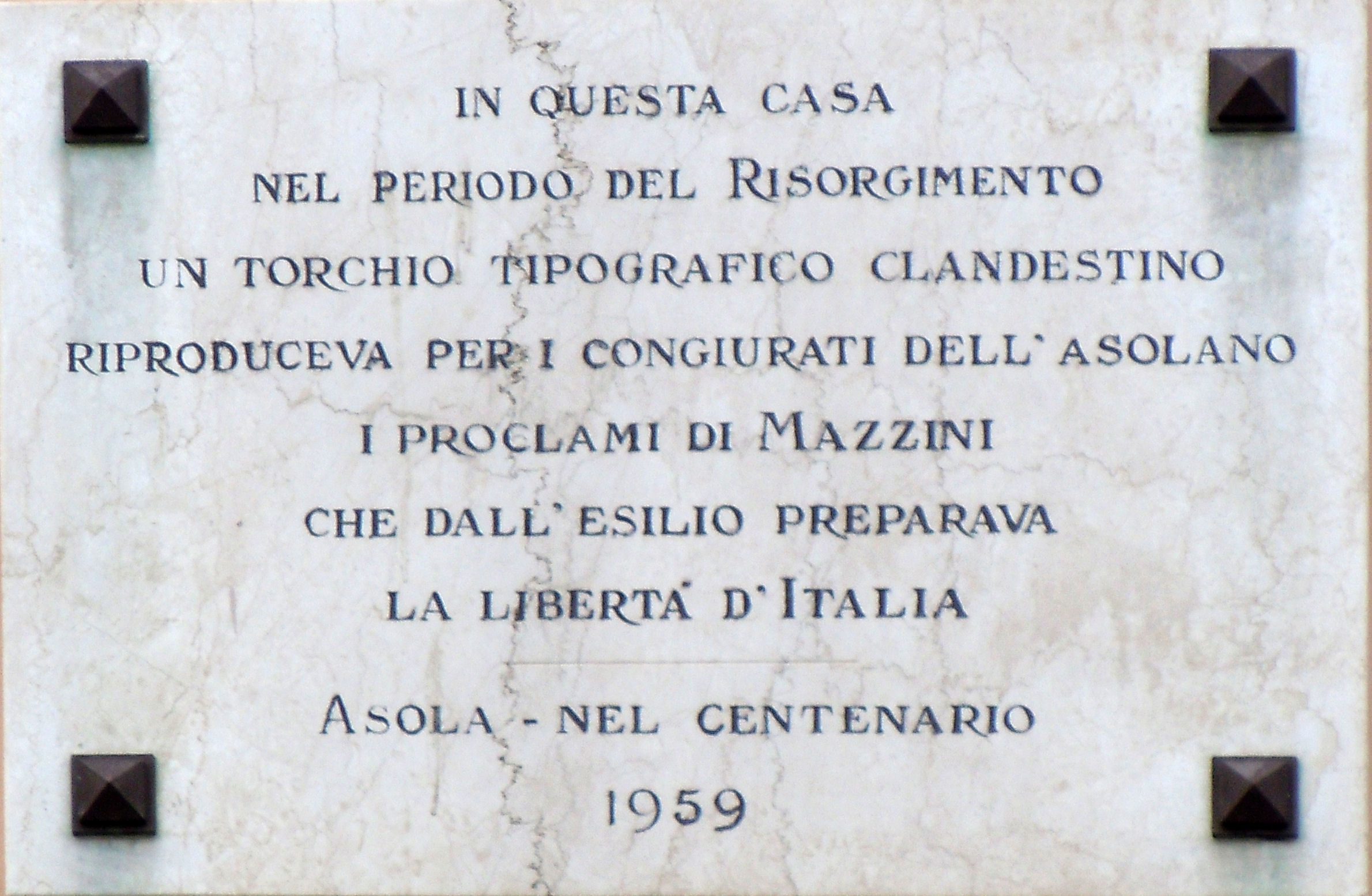
Asola, lapide risorgimentale

I distretti di Castiglione, Asola, Canneto – tranne Isola Dovarese, aggregata a Cremona -, e buona parte di quello di Volta – Volta, Monzambano e Goito -, per un totale di 23 comuni, con oltre 54 000 abitanti, perduto il legame con il capoluogo Mantova, che rimase austriaca fino al 1866, sono uniti dalle autorità piemontesi alla limitrofa provincia di Brescia.
In questo modo, per l'Alto Mantovano la situazione viene radicalmente a mutare. Una legge piemontese dell'ottobre 1859 introduce una ripartizione del territorio diversa dalla precedente, e nuovi ordinamenti comunali e provinciali. Lo Stato Sardo è infatti diviso in province, circondari, mandamenti e comuni.
Nei territori alto mantovani, cessata nel novembre 1859 l'attività del commissario straordinario, le prime elezioni comunali e provinciali si tengono all'inizio del 1860. Nel 1861 si svolgono anche le elezioni politiche. Nello stesso anno l'Alto Mantovano entra a far parte del Regno d'Italia, sorto ufficialmente il 17 marzo.
Riguardo alla ripartizione territoriale, Castiglione delle Stiviere è capoluogo del V circondario della provincia di Brescia, che comprende i mandamenti di Asola, Canneto e Volta, oltre a quello di Castiglione.
Tale condizione per l'Alto Mantovano dura 7 anni: un nuovo conflitto, la terza guerra d'indipendenza, permette la riunione di tutto il territorio mantovano nell'ambito dello stato italiano. Ciò costituisce il presupposto per la ricostituzione della provincia di Mantova nella sua configurazione antecedente al 1859, risultato che viene raggiunto nel 1868. Con il ripristino della provincia di Mantova, l'Alto Mantovano veniva inserito definitivamente nel circondario unico di Mantova. Da allora le terre alto mantovane non ha più subito modificazioni di confini e di appartenenza.
Nel 1871, dopo tre anni dalla ricostituzione della provincia di Mantova, le giunte municipali di Castel Goffredo e Asola presentarono la domanda di staccare il comune dalla provincia di Mantova e di riaggregarlo a quella di Brescia, considerato che l'esperienza di un triennio… ha dimostrato quanto ingannevole fossero le sue speranze che potesse essere Mantova il centro naturale dei propri interessi, rispetto al legame esistente con Brescia, rinsaldato nel decennio precedente, ritenuto più consono sia per l'affinità delle proprie abitudini, sia per il naturale svolgimento dei propri affari, che per le relazioni commerciali e per lo scambio, esportazioni ed importazioni dei prodotti e specialmente serici, che per le somiglianze del linguaggio.

### Il Novecento
Il 19 settembre 1926 fu assassinato dai fascisti a Castel Goffredo il maestro cattolico Anselmo Cessi, che venne annoverato da Giovanni Paolo II, in occasione del Giubileo del 2000, fra i "martiri del nostro tempo".